# Deliblát
Deliblát (szerbül Делиблато / Deliblato, románul Deliblata, németül Deliblat) település Szerbiában, a Vajdaságban, a Dél-bánsági körzetében, Kevevára községben. Róla kapta nevét a Delibláti-homokpuszta.

## Népesség
1910-ben  4724 lakosából 124 fő magyar, 163 fő német, 2139 fő román, 5 fő horvát, 2232 fő szerb, 48 fő egyéb (legnagyobbrészt cigány) anyanyelvű volt. Ebből 213 fő római katolikus, 6 fő görögkatolikus, 22 fő református, 51 fő ág. hitv. evangélikus, 4407 fő görögkeleti ortodox, 8 fő izraelita, 4 fő egyéb vallású volt. A lakosok közül 2129 fő tudott írni és olvasni, 319 lakos tudott magyarul.

### Demográfiai változások
| 1948 | 1953 | 1961 | 1971 | 1981 | 1991 | 2002 | 2011                       |
| ---- | ---- | ---- | ---- | ---- | ---- | ---- | -------------------------- |
| 4281 | 4509 | 4262 | 4189 | 3885 | 3722 | 3498 | - 2939 fő - 2939 fő (2011) |

## Híres emberek
Itt született Láng Nándor régész, művészettörténész, az MTA tagja.

## Jegyzetek

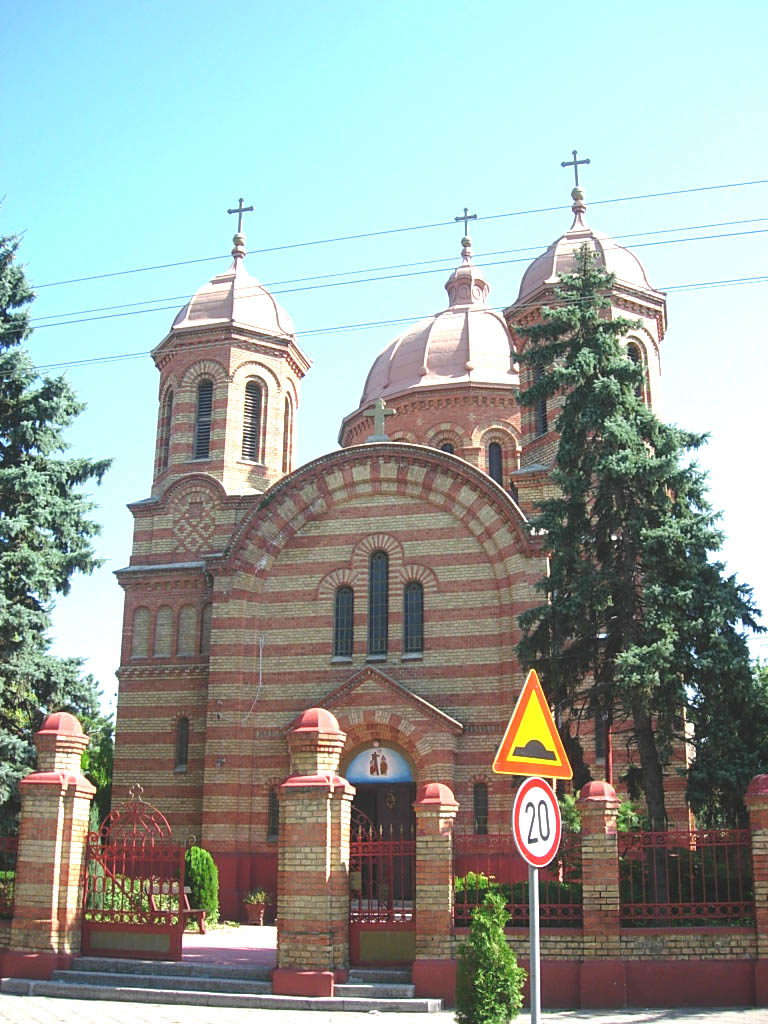
A görögkeleti (román) templom

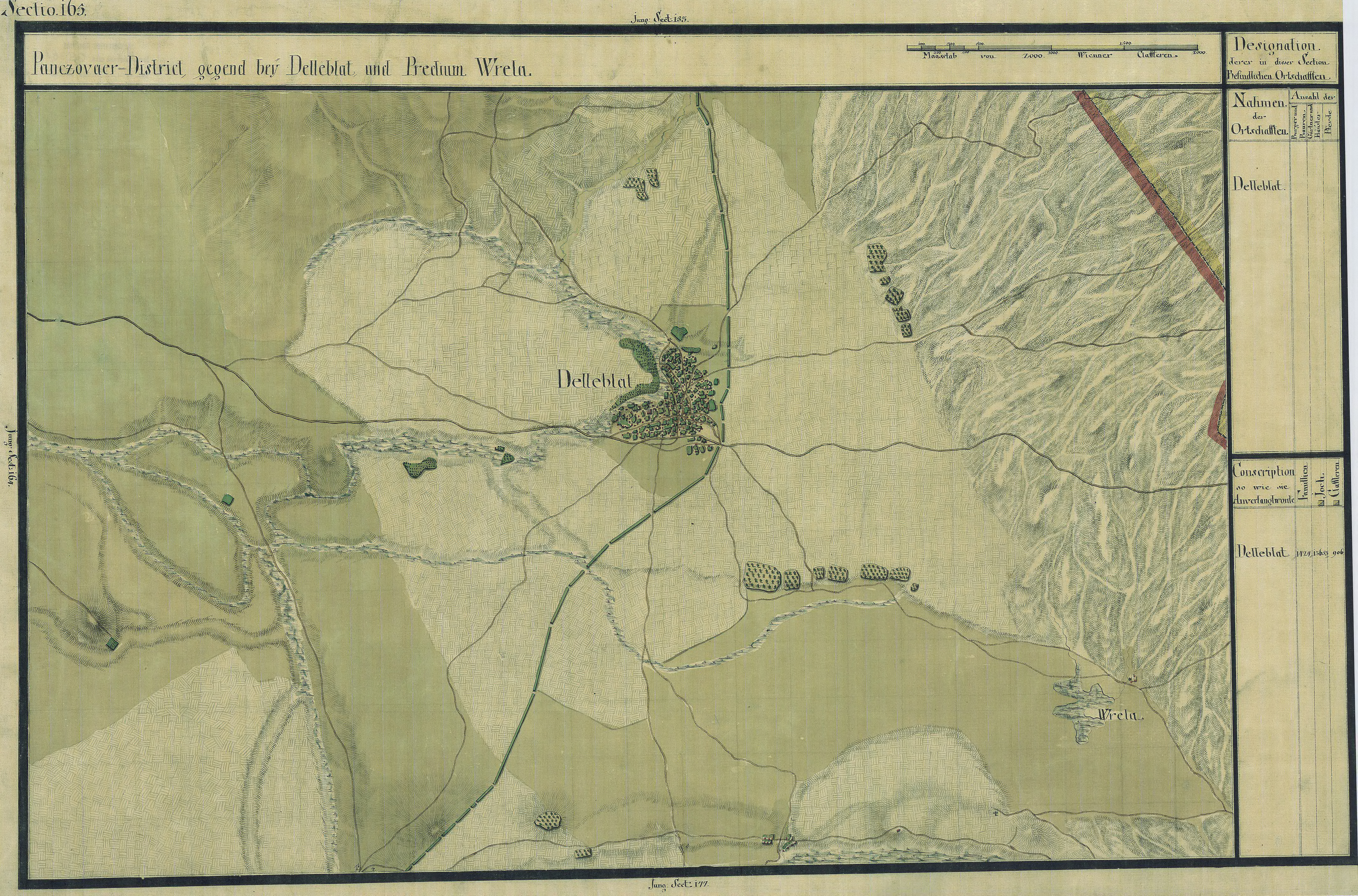
Deliblát egy régi térképen